# Vilnius universitet

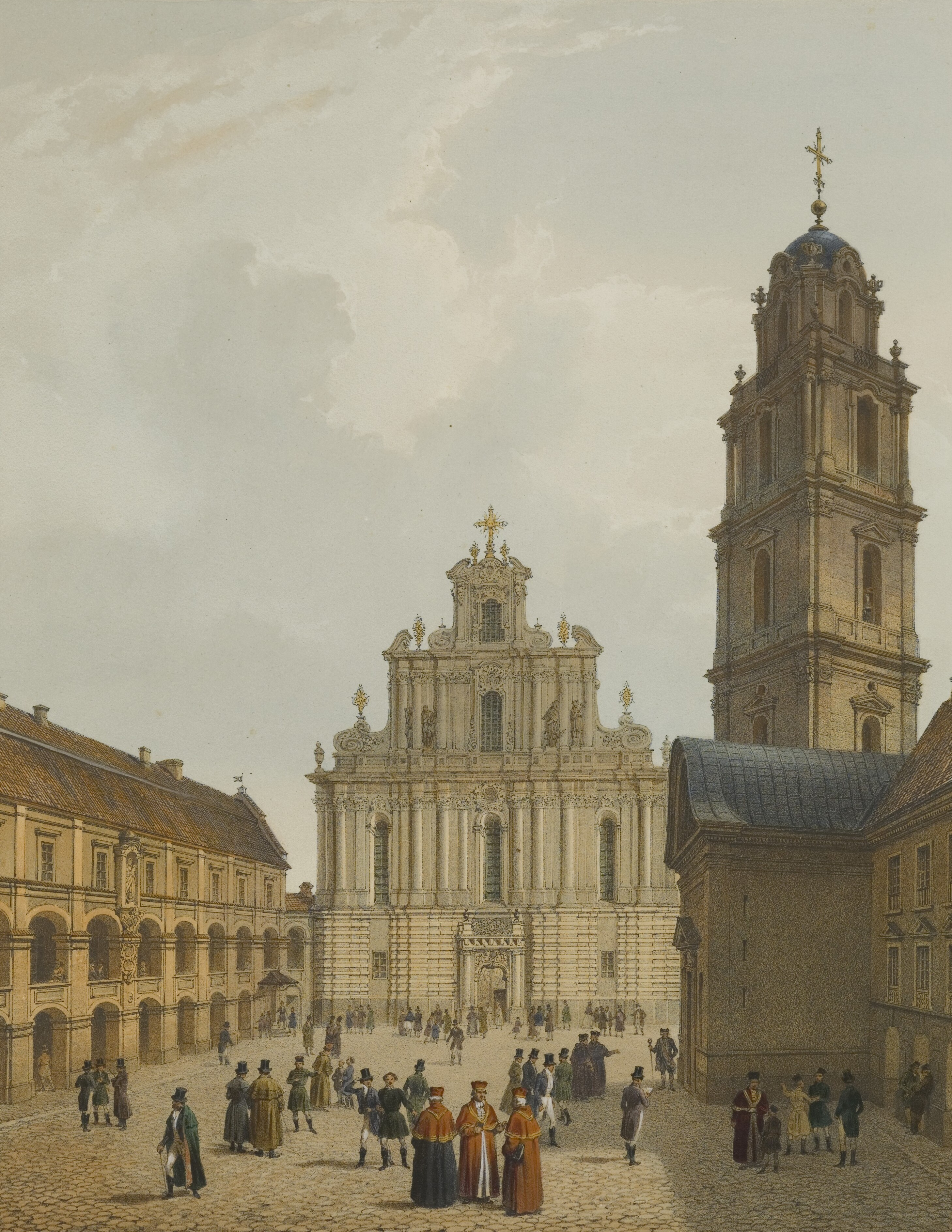
Universitetets gård, omkring 1850.

Vilniaus universitetas är Litauens största universitet och grundades 1579. Universitetet har 12 fakulteter, 8 institut och 10 studie- och forskningscentra. Här finns Litauens äldsta bibliotek. Universitet ligger i centrala Vilnius. En fakultet (Kaunas fakultet) är placerad i Kaunas, den näst största stad i Litauen.
Universitetet grundades av den polska kungen Stefan Batory som Alma Academia et Universitas Vilnensis Societatis Iesu. 1803 förnyade tsar Alexander I universitetet, som blev en polskspråkig institution. Under 1800-talet växte både den polska och litauiska nationalismen sig stark bland studenter på universitetet. Den ryska statsmakten såg universitetet i Vilnius som centrum för nationalistiska strömningar och efter det misslyckade polska Novemberupproret 1830–31 stängdes lärosätet 1832. Universitetet var stängt fram till slutet av första världskriget och öppnades igen 1919.
1919–1939 hette universitet Stefan Batory-universitetet. När Litauen var ockuperat av Sovjetunionen hette det Kapsukas-universitetet efter Vincas Kapsukas som grundades det litauiska kommunistpartiet och universitetet blev ett litauiskspråkigt universitet. 1990 fick man tillbaka sitt ursprungliga namn.
Kända personer som verkat på universitetet är bland andra Joachim Lelewel, Adam Mickiewicz, Juliusz Slowacki, Simonas Daukantas och Czesław Miłosz.